# SD鋼彈世界 三國創傑傳
《SD鋼彈世界 三國創傑傳》為2019年展開的SD鋼彈系列作品。續作為《SD鋼彈世界 群英集》。

## 概要
本作為日昇『機動戰士鋼彈40周年』企畫中的一環。並以曾使用三國誌為範本的『BB戰士三國傳』為先例，再次將三國歷史與人物重新設定，並以全新設定及全新機體再次演譯三國歷史。另外本作世界觀改以因大量病毒的散播導致世界面臨災害的近未來時代。

## 登場角色

### 蜀區（ショク・エリア）
劉備獨角獸鋼彈等人居住的區域。
雖然相較於其他區，三重能量的保有量較少，不過在民團「龍之守衛隊」的活躍下，一直過著鮮有紛爭的和平生活。
劉備獨角獸鋼彈隸屬的「龍之守衛隊」也極力保護眾人免於受到黃化三重能量的BUG侵襲。
劉備獨角獸鋼彈（Liu Bei Unicorn Gundam）（CV：梶原岳人 ）
充滿正義感，隸屬於比較不會遭到黃化三重能量MS襲擊的蜀區民團「龍之守衛隊」。
因為結識了關羽雲長ν鋼彈與張飛神鋼彈，讓他下定了重大的決心，那就是「拯救世界」。
自此之後，景仰他堅定信念的夥伴不斷增加。
龍賢劉備獨角獸鋼彈（Long Xian Liu Bei Unicorn Gundam）
回應正義之心而顯現的劉備覺醒形態。雖然所有能力都獲得了飛躍性的提升，卻無法按照自身的意志啟動這個形態，可活動的時間也非常短。
關羽雲長ν鋼彈（Guan Yu ν Gundam）（CV：中川慶一 ）
充滿智慧、義薄雲天的俠客。
過去居住在洛陽，後來懷抱著一份堅定的信念離開了洛陽。
是個精通兵法且武藝高強名滿天下的英雄。
與劉備獨角獸鋼彈、張飛神鋼彈之間有著堅定的情誼。
武聖關羽雲長ν鋼彈（Wu Sheng Guan Yu ν Gundam）
當關羽武藝登峰造極時所呈現的嶄新面貌。
在戰鬥時只要揮舞尺寸更大、威力更強的青龍偃月刀，即可將既有攻擊範圍外的敵人一舉掃蕩殆盡。
張飛神鋼彈（Zhang Fei God Gundam）（CV：KENN ）
與劉備獨角獸鋼彈、關羽雲長ν鋼彈之間有著堅定的情誼。
雖然常因為行事魯莽而導致失敗，卻也因為有著無所畏懼的豪邁個性，令他在戰鬥中能毫無保留地發揮實力。
之所以跟著關羽一起離開洛陽到蜀區去，背後有某個原因。
炎皇張飛神鋼彈（Yan Huang Zhang Fei God Gundam）
張飛在歷經無數戰鬥與鍛鍊後所呈現的嶄新面貌。在戰鬥時會有如同火焰熊熊燃燒般的能量纏繞著全身。
趙雲OO鋼彈（Zhao Yun 00 Gundam）（CV：池田恭祐 ）
隸屬於蜀區龍之守衛隊的青年。
擅長槍術與駕馭摩托車，以具備龍之守衛隊頂尖的戰鬥能力為傲。
馬超獵魔鋼彈（Ma Chao Gundam Barbatos）（CV：梶田大嗣 ）
龍之守衛隊中最年輕的成員。
雖然平時冷靜沉著，但在格鬥戰中就會變得熱血沸騰。
黃忠力天使鋼彈（Huang Zhong Gundam Dynames）（CV：古賀明 ）
龍之守衛隊的高明技師，深得劉備等人信賴。
在機械方面樣樣精通，連機車的整備、改裝都能獨力完成。
在戰鬥時則是擅長狙擊與射擊技術。
諸葛亮自由鋼彈（Zhuge Liang Freedom Gundam）（CV：內山昂輝 ）
年輕天才科學家。
過去曾在知名研究家手下潛心研究，目前沒人知道他的下落。
哈囉（Haro）
跟隨劉備的小不點好友。
有時會做出一些連劉備也無法理解的不可思議舉動。

### 魏區（ギ・エリア）
由獨占企業「藍翼公司」統治的區域。
三重能量的保有量跟其他地區比起來是最多的，是城塞都市裡發展最蓬勃的一區。
曹操飛翼鋼彈（Cao Cao Wing Gundam）（CV：武內駿輔 ）
「藍翼公司」的年輕執行長，為統治魏區的領導者。
聰明過人、沉著冷靜，對逐漸枯竭的三重能量抱有危機意識，有著獨特的價值觀。
對於劉備獨角獸鋼彈的真正力量感到興趣。
天霸曹操飛翼鋼彈（Tian Ba Cao Cao Wing Gundam）
曹操在決戰時激發信念化身而成的新面貌。除了主體之外，巨劍和裝備也一併強化了。
夏侯惇托爾吉斯III（Xiahou Dun Tallgeese III）（CV：內野孝聰 ）
曹操的表兄，自幼隨伴左右，共同闖過無數難關，獲得曹操在血緣理由外的深厚信任。
跟胞弟夏侯淵相較，有著更為衝動激昂的一面。
夏侯淵托爾吉斯（Xiahou Yuan Tallgeese）（CV：木內太郎 ）
夏侯惇的弟弟，同樣自幼隨伴曹操左右。
和夏侯惇一樣深受曹操信賴，不過亦有輕挑的一面。
張遼沙薩比（Zhang Liao Sazabi）（CV：中村源太 ）
過去與呂布搭檔時，是個為了錢什麼都肯做的保鑣。
敗給夏侯惇之後，受到對方真誠相信曹操理想的態度所感動，自此決定效忠曹操。
後來在經營面上也發揮了長才，成為藍翼公司的棟梁之一。
典韋宗師鋼彈（Dian Wei Master Gundam）
盤據魏區邊境的山賊之一。
後來成為曹操的部下。
徐晃死神鋼彈（Xu Huang Gundam Deathscythe-Hell）
盤據魏區邊境的山賊之一。
後來成為曹操的部下。
張郃雙頭龍鋼彈（Zhang He Altron Gundam）
盤據魏區邊境的山賊之一。
後來成為曹操的部下。
荀彧漆黑攻擊鋼彈（Xun Yu Strike Noir）
任職於藍翼公司的實習生。
長於智謀，深受重視能力才幹更甚於資歷的曹操信賴。
司馬懿命運鋼彈（Sima Yi Destiny Gundam）（CV：山內健嗣 ）
難以捉摸的奇人，雖然沒有人清楚他的出身來歷，但在戰略與學術領域都有超卓才華。

### 吳區（ゴ・エリア）
為孫堅異端鋼彈所率領的流通同業公會「紅虎」據點。
居住在「紅虎」航空母艦內的民眾，幾乎都是這間公會的成員。
他們靠著以流通業為首的各式買賣為生，日夜對抗危害他們買賣的黃化三重能量BUG。
因為是一艘航空母艦，所以三重能量的保有量比蜀區還要少。
孫堅異端鋼彈（Sun Jian Gundam Astray）（CV：山口太郎 ）
流通同業公會「紅虎」的代表。
因為董卓天帝鋼彈撤離了他領內小村莊的守軍，害得他重要的生意對象連結了黃化三重能量，為了失去這一大筆生意而感到憤怒。
孫策異端鋼彈（Sun Ce Gundam Astray）
孫堅的長子。
孫權異端鋼彈（Sun Quan Gundam Astray）（CV：天崎滉平 ）
孫堅的次子，不擅長跟他人溝通。
一旦開始戰鬥就會性情大變，進而展現潛藏的能力。
孫尚香嫣紅攻擊鋼彈（Sun Shangxiang Strike Rouge）
孫家的么女。
個性活潑，擁有不下於兄長孫策、孫權的身手。
太史慈決鬥鋼彈（Taishi Ci Duel Gundam）（CV：大畑伸太郎 ）
紅虎核心幹部之一。
在個性和戰鬥方式上都相當穩健踏實，亦深受孫堅信賴。
甘寧骷髏鋼彈（Gan Ning Crossbone Gundam）（CV：若林佑 ）
原本是造船公司的員工。由於生性過於開朗，因此容易給人個性輕佻的印象，不過實際上是條熱血好漢。
無論整備手腕或武藝方面都有超一流的水準。
大喬月之女神鋼彈（Da Qiao Gundam Artemie）（CV：清水彩香 ）
小喬的姐姐。常常被活潑的妹妹牽著鼻子走。
雖然平時相當文靜端莊,卻也有著好強不願輸給紅虎眾男性的一面。
小喬GN弓兵戰機（Xiao Qiao GN Archer）（CV：井上穗乃花 ）
大喬的妹妹。因為開朗外向，所以常常給姊姊和周遭男性帶來困擾。
戰鬥時會和姊姊聯手攻擊，令敵人無從招架。
周瑜曉（Zhou Yu Akatsuki）（CV：野島裕史 ）
聰明過人，為「紅虎」的參謀。
憑藉縝密的謀略手腕輔佐孫堅。

### 洛陽（ラクヨウ）
由董卓天帝鋼彈擔任領主統治該地。
洛陽擁有其他區無法比擬的豐沛三重能量，然而董卓天帝鋼彈獨占了那些能源，使自己遠離黃化病毒感染者，並且過著窮奢極侈的生活。
董卓天帝鋼彈（Dong Zhuo Providence Gundam）（CV：石井康嗣 ）
洛陽的現任領主。
前領主過世後，獨裁專制，民生凋敝。
施政上恣意浪費三重能量，又疏於應對黃化三重能量危機，因此引發各方不滿。
呂布新安州（Lyu Bu Sinanju）（CV：間宮康弘）
唯一生存意義是與強者交戰的戰鬥狂。
對於正義或是政治、和平沒有絲毫興趣。
貂蟬剎帝利（Diao Chan Kshatriya）（CV：清水理沙）
與呂布共同行動的女性傭兵。
兼具引人注目的美貌和高超戰鬥能力。

## 相關用語
三重能量
原文：
黄化病毒（黄化三重能量）
原文：
三重機車
原文：
以三重能量為動力來源的泛用型機車。
會依照所屬勢力及駕駛者而被改造成各種型態使用。

## WEB動畫

### 製作團隊
- 企劃・製作 - SUNRISE
- 原作 - 矢立肇、富野由悠季
- 導演 - 池添隆博
- 系列企劃 - 待田堂子
- SD設計 - 宮內利尚
- 設計 - 寺島慎也、今石進、阿部慎吾、牟田口裕基、宮本崇
- CG導演 - 佐佐木涼
- 美術導演 - 金子雄司
- 色彩設計 - 安部なぎさ
- 音響監督 - 藤野貞義
- 音響效果 - 鷲尾健太郎
- 音樂 - 大隅知宇
- 編輯 - 坂本久美子[2]

### 樂曲
主題曲
「Removes」
演唱：SWANKY DANK
作詞、作曲：KOJI
編曲：鈴木daichi秀行、SWANKY DANK
片尾曲
「トライアライブ」
演唱、作曲：霧雨アンダーテイカー
作詞：ジョシュア・K・キリサメ
「REW」（第10話）
演唱：霧雨アンダーテイカー
作詞：ジョシュア・K・キリサメ
作曲、編曲：ジョシュア・K・キリサメ、Hiroyuki Fujino

### 播放列表
| 日本配信       | 國外配信        | 話數                 | 日文標題 | 英文標題 | 中文標題 台灣標題             | 劇本     | 分鏡 演出  |
| -------------- | --------------- | -------------------- | -------- | -------- | ----------------------------- | -------- | ---------- |
| 2021年 2月25日 | 2019年 27月26日 | Episode 1（第1話）   |          |          | 龍的尊嚴 龍志雲天             | 待田堂子 | 池添隆博   |
| 2021年 2月25日 | 8月23日         | Episode 2（第2話）   |          |          | 能觀天象之人                  | 待田堂子 | 久米和貴子 |
| 3月4日         | 9月27日         | Episode 3（第3話）   |          |          | 蒼炎之翼 蒼藍火炎之翼         | 山中拓也 | 池添隆博   |
| 3月4日         | 10月25日        | Episode 4（第4話）   |          |          | 翱翔天際的赤虎                | 待田堂子 | 久米和貴子 |
| 3月11日        | 11月22日        | Episode 5（第5話）   |          |          | 結成三國同盟！ 成立三國聯合！ | 山中拓也 | 久米和貴子 |
| 3月11日        | 12月27日        | Episode 6（第6話）   |          |          | 紅蓮的咆哮                    | 山中拓也 | 久米和貴子 |
| 3月18日        | 2020年 1月24日  | Episode 7（第7話）   |          |          | 惡魔的真相                    | 山中拓也 | 池添隆博   |
| 3月18日        | 2021年 3月18日  | Episode 8（第8話）   |          |          | 侵蝕大地的黑暗                | 待田堂子 | 久米和貴子 |
| 3月25日        | 3月25日         | Episode 9（第9話）   |          |          | 正義的平衡                    | 待田堂子 | 池添隆博   |
| 3月25日        | 3月25日         | Episode 10（第10話） |          |          | 新的開始                      | 待田堂子 | 池添隆博   |

## 漫畫

### 蒼翔記（蒼翔記）
- SD鋼彈世界 三國創傑傳 蒼翔記（SDガンダムワールド 三国創傑伝 蒼翔記（そうしょうき））

以曹操為主角的故事。

### 焰虎譚（焔虎譚）
- SD鋼彈世界 三國創傑傳 焰虎譚（SDガンダムワールド 三国創傑伝 焔虎譚（えんこたん））

以孫堅為主角的故事。

### 特別漫畫
- 三國創傑傳特別漫畫

## 鋼普拉相關
2019年3月30日限定販售 / 2021年1月16日一般販售
- 劉備獨角獸鋼彈
- 關羽雲長ν鋼彈
- 張飛神鋼彈

2019年4月27日限定販售 / 2021年1月23日一般販售
- 曹操飛翼鋼彈
- 孫堅異端鋼彈
- 董卓天帝鋼彈

2019年5月31日限定販售 / 2021年2月13日一般販售
- 趙雲OO鋼彈&碧龍驅
- 呂布新安州&赤兔馬
- 貂蟬剎帝利

2019年6月29日限定販售 / 2021年3月20日一般販售
- 馬超獵魔鋼彈
- 孫權異端鋼彈

2019年6月29日限定販售 / 2021年1月16日一般販售
- 三重機車

2019年7月27日限定販售 / 2021年3月20日一般販售
- 黃忠力天使鋼彈
- 張郃雙頭龍鋼彈
- 夏侯惇托爾吉斯III
- 哈囉普拉 SD 三國創傑傳 哈囉

2019年8月31日限定販售 / 2021年3月27日一般販售
- 夏侯淵托爾吉斯
- 孫策異端鋼彈
- 太史慈決鬥鋼彈

## 外部連結
- SD鋼彈世界 三國創傑傳官網（日語）